# Даль (зенитный ракетный комплекс)
РЗ-25 (РЗ = «ракета зенитная», словесное название — «Даль», индекс ГРАУ — 5В11, по классификации НАТО — SA-5 Griffon) — советский опытный зенитно-ракетный комплекс (ЗРК) дальнего радиуса действия. Стационарного типа, многоканальный, предназначался для обороны больших площадей (комплекс зональной противовоздушной и противоракетной обороны).

## История
Разработка комплекса была начата в 1955 году постановлением Совета министров СССР от 24 марта 1955 года. Проект нового комплекса был предложен главным конструктором ОКБ-301 С. А. Лавочкиным. Предполагалось создание стационарного многоканального ЗРК, способного поражать различные типы воздушных целей на дальности до 160 км в диапазоне высот 5—20 км, при скорости полёта цели 1000—2000 км/ч. Требовалось обеспечить одновременный обстрел 10 целей десятью ракетами. Наведение ракет планировалось радиокомандным с применением активной радиолокационной головки наведения на конечном участке траектории. В дальнейшем требования к ЗРК неоднократно уточнялись в плане повышения его характеристик. В связи со смертью Лавочкина и трудностями, возникшими в процессе испытаний, а также успешными стрельбами ЗРК С-200 все работы по комплексу были закрыты в декабре 1962 года, хотя ещё год макеты комплекса использовались советским руководством в пропагандистских целях, с одной стороны для укрепления морали собственного гражданского населения достижениями советской науки и техники, с другой — для дезинформации иностранных разведывательных и аналитических органов относительно возможностей советской ПВО и ПРО. Сами же наработки, полученные в ходе работ над «Далью», были использованы в рамках других советских проектов комплексов противовоздушной и противоракетной обороны.
К началу 1960-х годов успели возвести капитальные сооружения для трёх комплексов вокруг Ленинграда. Самая известная площадка — у Ржевского полигона (60°05′13″ с. ш. 30°44′10″ в. д.). Две другие — в районе Соснового Бора (59°43′05″ с. ш. 29°18′07″ в. д.) и посёлка Первомайское (60°26′53″ с. ш. 29°43′08″ в. д.). После закрытия проекта сооружения использовались для базирования других воинских частей, в частности, комплексов ПВО С-200. После распада СССР были заброшены.

## Назначение комплекса
Учитывая то обстоятельство, что боевые возможности комплекса позволяли ему успешно осуществлять перехват не только летательных аппаратов различной конфигурации, но и баллистических целей на дальних расстояниях, помимо своего основного предназначения (средство ПВО), комплекс разрабатывался как средство противоракетной обороны в дополнение к стационарным объектовым и зональным системам ПРО (А-35) в рамках программы по созданию новых систем противовоздушной обороны и беспилотного перехвата тактических ядерных ракет.

## Показ
Первый и последний показ габаритного макета ракеты на буксируемой пусковой установке советской общественности и представителям иностранной прессы состоялся в ходе военного парада на Красной площади в честь 46-й годовщины Октябрьской революции 7 ноября 1963 года. ТАСС распространило коммюнике для иностранной прессы, в котором отмечалось, что в ходе недавних военных учений эти зенитные управляемые ракеты дальнего действия продемонстрировали способность сбить любое современное средство воздушного нападения. По оценкам американских наблюдателей, демонстрировавшийся макет ЗУРДД имел в длину 16,76 м и внешне напоминал собой увеличенную в размерах ракету В-750 для комплекса С-75.

## Характеристики комплекса
- Скорость целей: 3000 км/ч
- Высота поражения: 5,0—30 км
- Дальность: 160 км
- Количество одновременно обстреливаемых целей: 10

## Характеристики зенитной ракеты «400»
- Масса: 8757 кг
- Длина: 13,6 м
- Скорость: 3000 км/ч